# Solon (Iowa)
Solon és una població dels Estats Units a l'estat d'Iowa. Segons el cens del 2000 census tenia 1.177 habitants.

## Demografia
Segons el cens del 2000, Solon tenia 1.177 habitants, 457 habitatges, i 304 famílies. La densitat de població era de 341,7 habitants/km².
Dels 457 habitatges en un 37,6% hi vivien nens de menys de 18 anys, en un 54,3% hi vivien parelles casades, en un 9% dones solteres, i en un 33,3% no eren unitats familiars. En el 28,9% dels habitatges hi vivien persones soles el 12,5% de les quals corresponia a persones de 65 anys o més que vivien soles. El nombre mitjà de persones vivint en cada habitatge era de 2,43 i el nombre mitjà de persones que vivien en cada família era de 3,04.
Per edats la població es repartia de la següent manera: un 26,2% tenia menys de 18 anys, un 7,4% entre 18 i 24, un 30,1% entre 25 i 44, un 18,5% de 45 a 60 i un 17,8% 65 anys o més.
L'edat mediana era de 38 anys. Per cada 100 dones de 18 o més anys hi havia 86,1 homes.
La renda mediana per habitatge era de 46.953 $ i la renda mediana per família de 58.289 $. Els homes tenien una renda mediana de 38.352 $ mentre que les dones 26.111 $. La renda per capita de la població era de 18.029 $. Entorn del 0,3% de les famílies i el 2,3% de la població estaven per davall del llindar de pobresa.

## Poblacions més properes
El següent diagrama mostra les poblacions més properes.